# 15 Sagittae
Désignations
15 Sagittae (15 Sge) est une étoile de la constellation de la Flèche. Elle est considérée comme une étoile jumelle du Soleil. Cible du premier relevé de vitesses de l'Observatoire Lick, ce dernier a trouvé un compagnon. En 2002, la naine brune qui l'accompagne a été détectée.

## 15 Sagittae B
15 Sagittae B est une naine brune de type L (L4 ± 1,5) et de masse élevée, à seulement quelques masses joviennes d'avoir une masse stellaire. Elle possède une longue période de révolution.